# 613
613(육백십삼)은 612보다 크고 614보다 작은 자연수다.

## 수학
- 112번째 소수다. 앞의 소수는 607이고, 다음은 617이다.
- 18번째 중심있는 사각수다. 앞의 중심있는 사각수는 545, 다음은 685다.
- 피타고라스 삼조의 빗변의 길이이다. ({\displaystyle 35^{2}+612^{2}=613^{2}})[a]

## 과학·기술
- NGC 613(영어판): 조각가자리 방향에 있는 막대나선은하.
- 613 지네브라(영어판): 소행성.
- 코스모스 613호(일본어판, 영어판): 소유스 계획에 사용된 소련의 우주선.

## 교통

### 철도
- 서울 지하철 6호선 독바위역의 역번호.

### 도로
- 613번 지방도: 충청남도 서천군 한산면 신성리에서 부여군 은산면 나령리까지 이어지는 대한민국의 지방도.

- 도도부현도
  - 613번 가나가와현도(일본어판)
  - 613번 야마나시현도(일본어판)

## 문화재
- 대한민국의 보물 제613호: 신숙주초상

## 기타
- 날짜: 6월 13일
- 연도: 613년, 기원전 613년
- 613 계명: 유대교의 율법.